# PBF-Gasmaske
Die PBF-Gasmaske (russisch: ПБФ, Противогаз Беcкоробочный Фильтрующий, Protiwogas beskorobochnij Filtrujuschij) ist eine ABC-Schutzmaske aus sowjetischer Herstellung. Die Schutzmaske selbst trägt die Bezeichnung ShMB. Ihre Produktion begann in den frühen 1970er Jahren und endete Mitte der 1980er Jahre. Die PBF-Maske ist eine Wangen-Filter-Maske. Die Maske war darauf ausgelegt, sehr leicht zu sein und ihren Dienst für die Streitkräfte der Sowjetunion, die Nationale Volksarmee und später die Polizei Ägyptens zu leisten. Sie war für alle Wetterbedingungen sowie Temperaturen von −40 °C bis 113 °C ausgelegt (russischer GOST Standard). Die Maske erinnert sehr an die amerikanische M17-Gasmaske.

## Aufbau
Die Maske besteht aus einem Latexkörper, der in den Farben Grau und Schwarz hergestellt wurde. Die Maske hat zwei runde Linsen, die frontal ausgerichtet sind, sehr ähnlich zu der ShMS-Gasmaske oder der PMG-1-Gasmaske. Mit der frontalen Auslegung der Gläser wurde das Anlegen von Optiken vereinfacht. Die PBF trägt unter einer schwarzen Plastikabdeckung mit Öffnungen, in der Mitte der Maske, einen Sprachemittler sowie das Ausatemventil. Links und Rechts des Modules des Sprachemittlers ist im Inneren der Maske Platz für zwei EO-19E-Filter. Ziel war es, die Maske leichter zu machen, weshalb man auf schwere Metallkanister-Filter verzichtete. Von Außen sind in den Wangen zwei Löcher für die Luftzufuhr der Filter. Die Gläser beinhalten Platz für sogenannte Antibeschlaglinsen. Die größte Besonderheit der Gasmaske ist ein im Inneren anliegendes Mund-Nasen-Stück. Es liegt auf der Haut des Trägers an und verringert den Beschlag im Inneren. Trotz der hervorragenden Funktionalität wurde dieses Mund-Nasen-Stück nie in andere sowjetische Gasmasken übernommen.

## Ausrüstung
Die Rote Armee händigte die Maske in einem PBF-Kit aus. Dieses beinhaltete die Maske selbst (ShMB), zwei Paar Antibeschlaglinsen, zwei eingeschweißte EO-19E-Filter, eine Ersatzmembran aus Plastik für den Sprachmittler und ein IPP-8-Dekontaminationskit. Optional war auch ein KPZO-Reinigungsstift beigelegt. Das ganze Kit wurde in einer olivgrünen, geräumigen Tasche mit Knöpfen geliefert (identisch zu den Taschen für die PMG- bzw. PMG-2-Gasmaske). Die NVA hatte nahezu dieselbe Ausrüstung, einziger Unterschied war die Tasche. Sie war vom Aufbau identisch, aber gummiert.

## Sonstiges
In Sammlerkreisen wird die Maske auch oft als „Hamster Mask“ bezeichnet. Das ist auf die sehr ausgeweitete Form der Wangen zurückzuführen. Die PBF war ein wichtiger Teil der Ausrüstung der Liquidatoren während der Dekontaminationsarbeiten nach der Nuklearkatastrophe von Tschernobyl 1986.